# غلامرضا پهلوی
غلامرضا پهلوی (۲۵ اردیبهشت ۱۳۰۲ – ۱۷ اردیبهشت ۱۳۹۶) که تا پیش از انقلاب ایران با عنوان سلطنتیِ شاهپور غلامرضا پهلوی خطاب می‌شد، ششمین فرزندِ رضاشاه از همسرش توران امیرسلیمانی بود.
شاهپور غلامرضا، افسر ارشد نیروی زمینی ارتش شاهنشاهی ایران و دارای درجهٔ سرلشکری بود. وی تا پیش از انقلاب ایران، عهده‌دار سمت‌هایی همچون ریاست کمیته ملی المپیک ایران، ریاست عالی بازرسی ستاد فرماندهی کل نیروهای مسلح شاهنشاهی ایران و آجودان ویژهٔ برادرش محمدرضا شاه پهلوی بود.

## زندگی
غلامرضا پهلوی، در روز چهارشنبه ۲۵ اردیبهشت ۱۳۰۲ شمسی به دنیا آمد. وی تنها فرزند رضاشاه از توران امیرسلیمانی بود. مادرش پس از مدت کوتاهی بر اثر ناسازگاری از رضاشاه جدا شد و در خانه‌ای در خیابان پسیان تهران که برای وی در نظر گرفته شده بود با تنها فرزندش زندگی کرد. شاهپور غلامرضا پس از تحصیل مقدمات به همراه سه تن از برادران ناتنی‌اش (عبدالرضا پهلوی، احمدرضا پهلوی و محمودرضا پهلوی) برای ادامه تحصیل به مدرسه انستیتو لو روزه سوییس فرستاده شد و پس از اتمام تحصیل، در سال ۱۳۱۵ به همراه سایر برادران به ایران بازگشت و همگی به خواست پدرشان وارد دبیرستان نظام شدند.
شاهپور غلامرضا در سال ۱۳۲۰ و پس از کناره‌گیری رضاشاه از سلطنت به همراه پدر مجبور به ترک ایران و اقامت در آفریقای جنوبی شد. پس از مرگ رضاشاه در سال ۱۳۲۳ نیز اجازه بازگشت به او داده نشد و ناچار برای ادامه تحصیل به دانشگاه پرینستون آمریکا رفت ولی پس از یک سال با اجازه برادرش محمدرضا شاه پهلوی به ایران بازگشت و وارد دانشکده افسری شد و در مهر ۱۳۲۷ دوره دانشکده افسری را به پایان برد و به تدریج مدارج نظامی را تا اخذ درجه سرلشکری در سال ۱۳۵۰ طی کرد.

## انقلاب ۵۷
شاهپور غلامرضا پهلوی یک سال پیش از انقلاب ۱۳۵۷، ایران را به همراه خانواده‌اش ترک کرد و طی سال‌های تبعید در لندن، پاریس و موناکو اقامت گزید. وی در اردیبهشت ۱۳۵۸ از سوی دادگاه انقلاب اسلامی تهران غیاباً به «اعدام» محکوم شد. همچنین شماری موسسات کشاورزی و صنعتی متعلق به وی به نفع بنیاد مستضعفان انقلاب اسلامی مصادره گردید.

## زندگی خصوصی
غلامرضا پهلوی در سال ۱۳۲۶ با هما اعلم دختر دکتر امیراعلم ازدواج کرد و از او صاحب دو فرزند به نامهای مهرناز و بهمن شد که مهرناز در کودکی درگذشت. این زوج پس از چندی از هم جدا شدند. غلامرضا در تاریخ ۱۵ اسفند ۱۳۴۰ با منیژه جهانبانی (زاده ۱۳۲۰) دختر سرلشکر منصور جهانبانی ازدواج کرد و از او صاحب سه فرزند به نام‌های آذر دخت، مریم و بهرام شد. وی جمعاً دو دختر و دو پسر و یک نوه دارد.

## بیماری و درگذشت
وی از سال ۱۳۷۵ به سرطان لنفاوی مبتلا شده بود. او که تنها بازمانده از فرزندان رضاشاه بود در بامداد یکشنبه ۱۷ اردیبهشت ۱۳۹۶ در آستانه ۹۴ سالگی در بیمارستانی در پاریس درگذشت. علت مرگ وی کهولت سن اعلام شد. وی در گورستان تیه پاریس کنار مقبره مادرش (ملکه توران) به خاک سپرده شد. در مراسم خاکسپاری او فرح پهلوی (شهبانوی سابق ایران) هم حضور داشت.

## مشاغل
اهم مشاغل او در دوران سلطنت برادرش عبارت بود از:
- ریاست کمیته ملی المپیک ایران
- ریاست باشگاه سوارکاران
- آجودان ویژهٔ شاه
- ریاست عالی بازرسی ستاد فرماندهی عالی
- عضویت در شورای نیابت سلطنت
- وی همچنین در بسیاری از مجامع و محافل به نمایندگی از شاه شرکت می‌کرد.
- ریاست کنفدراسیون فوتبال آسیا تا سال ۱۳۵۸

## کتاب‌ها
- پدرم، برادرم پادشاهان ایران؛ خاطرات شاهپور غلامرضا پهلوی در گفتگو با ایمان انصاری[۱۱]